# Jamie Fraser
Jamie Fraser (* 17. November 1985 in Sarnia, Ontario) ist ein kanadischer Eishockeyspieler, der seit Januar 2023 erneut beim EC VSV aus der Erste Bank Eishockey Liga unter Vertrag steht.

## Karriere
Fraser begann seine Karriere 2002 in der Ontario Hockey League. Anschließend war er für die Farmteams der New York Islanders und Minnesota Wild tätig. Zwischen 2009 und 2011 konnte er bei den Houston Aeros erste Erfolge erzielen.
Im Juni 2011 unterzeichnete er einen Vertrag bei HDD Olimpija Ljubljana, die in der Österreichischen Eishockey-Liga spielen.  2012 erfolgte der Wechsel zu den Vienna Capitals, wo Fraser bis 2018 spielte. Zu Beginn der Saison 2018/19 unterzeichnete er einen Vertrag beim EC VSV. Nach der Saison 2021/22 beendete er seine Karriere, springt aber seit Januar 2023 nochmals für seinen vorherigen Verein EC VSV, aufgrund von Personalmangel, ein.

## Erfolge und Auszeichnungen
- 2012 Slowenischer Meister mit dem HDD Olimpija Ljubljana
- 2013 Punktbester Verteidiger der EBEL-Playoffs
- 2017 Österreichischer Meister mit den Vienna Capitals

## Karrierestatistik
(Legende zur Spielerstatistik: Sp oder GP = absolvierte Spiele; T oder G = erzielte Tore; V oder A = erzielte Assists; Pkt oder Pts = erzielte Scorerpunkte; SM oder PIM = erhaltene Strafminuten; +/− = Plus/Minus-Bilanz; PP = erzielte Überzahltore; SH = erzielte Unterzahltore; GW = erzielte Siegtore; 1 Play-downs/Relegation; Kursiv: Statistik nicht vollständig)